# Christiane Vienne
Christiane Vienne (Moeskroen, 18 juli 1951) is een Belgische politica en voormalig minister voor de PS.

## Levensloop
Vienne werd beroepshalve boekhoudkundig bediende. In 1992 werd ze aan de UCL licentiate in politieke, economische en sociale wetenschappen. Vervolgens werd Vienne bediende aan de UCL en werkte ze bij arbeidsbemiddelingsdienst Forem. Ook was ze van 1996 tot 2002 federaal secretaris van de Mouvement Ouvrier Chrétien-afdeling in West-Henegouwen. Tevens was ze van 1997 tot 2002 bestuurder van de Groep Arco en van 2007 tot 2012 bestuurder bij de regionale televisie van West-Henegouwen No Télé.
In 1994 was ze voor Ecolo kandidaat bij de gemeenteraadsverkiezingen van Moeskroen. Van 1995 tot 1996 was ze er gemeenteraadslid, waarna Vienne ontslag nam om federaal secretaris van de MOC te worden. In 2002 werd ze vervolgens politiek actief voor de PS. Van 2002 tot 2003 was ze adjunct-directrice op het kabinet van Frans Gemeenschapsminister Rudy Demotte. Ook werd ze in 2011 voorzitster van het Centre d'Action laïque van Moeskroen-Komen-Steenput.
Bij de federale verkiezingen van 2003 was Vienne kandidaat, maar werd niet verkozen. Vervolgens werd ze door haar partij gecoöpteerd in de Belgische Senaat en bleef dit tot in 2004. Van maart tot juli 2004 was ze eveneens medevoorzitster van de Interparlementaire Werkgroep voor de Vierde Wereld. Van december 2006 tot september 2019 was ze tevens opnieuw gemeenteraadslid van Moeskroen.
In 2004 nam Vienne ontslag als senator om minister van Volksgezondheid, Sociale Actie en Gelijke Kansen te worden in de Waalse Regering. Ze bleef dit tot in 2007 en nam toen ontslag om opnieuw gecoöpteerd senator te worden, wat ze bleef tot in 2010. Vervolgens was ze van 2010 tot 2014 lid van de Kamer van volksvertegenwoordigers. Als Kamerlid was ze van 2010 tot 2014 lid van de Parlementaire Assemblee van de OVSE en van de NAVO.
Bij de verkiezingen van 2014 werd ze verkozen in het Waals Parlement en in het Parlement van de Franse Gemeenschap. In dit tweede parlement is ze tevens secretaris en de voorzitster van de PS-fractie. In 2014 werd ze door haar partij tevens naar de Senaat gestuurd als deelstaatsenator. Bij de parlementsverkiezingen van 2019 stelde ze zich geen kandidaat meer.
Sinds 6 juni 2010 is ze daarnaast ook commandeur in de Leopoldsorde.